# Амакуни
Амакуни Ясуцуна (яп. 天國安綱, VIII век, Япония — VIII век, Япония) — легендарный мастер меча, который, согласно легенде, первым выковал японский изогнутый меч тати в провинции Ямато около 700 года н. э. Он был главой группы кузнецов, нанятых императором Японии для изготовления оружия для своих воинов. Амакура, его сын, стал преемником его работы. Подписанных работ Амакуни почти нет, но легенда гласит, что обоюдоострая катана Когарасу-мару была выкована им. Истинный автор этих работ не известен, однако имеется сходство с ранними работами различных школ Ямато, и считается одним из ранних примеров работ этой провинции.